# Baltasar Gracián y Morales

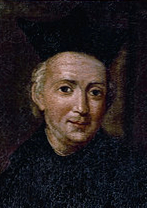
Baltasar Gracián y Morales

Baltasar Gracián y Morales, född 8 januari 1601 i Belmonte de Gracián, död 6 december 1658 i Tarazona, var en spansk jesuitmunk, författare, predikant och litteraturteoretiker som med sin morallära påverkade bland andra Arthur Schopenhauer. Gracián räknas till en av de främsta stilisterna inom spansk prosa.
Morales upptogs i jesuitorden 1619 och han deltog som fältpräst i kriget vid Lérida 1646.
Hans mest kända verk är El Oráculo manual y Arte de prudencia från 1647, romanen El Criticón som utkom i tre delar 1651, 1653 och 1657 ("Samhällskritikern"), och traktaten Agudeza y Arte de Ingenio ("Skarpsinnigheten och Geniets konst") från 1642/1648. På grund av hans skrifter och ovilja att låta sina överordnade bestämma huruvida de skulle ges ut eller inte uppstod en konflikt med hans orden, som han förgäves försökte lämna. För att kringgå jesuitordens censur använde han sig av pseudonymen Lorenzo Gracián. Han återupprättades kort före sin död.

## På svenska
- Handbok i levnadskonst (El oráculo manual y arte de prudencia) (översättning Elisabeth Helms, Natur och kultur, 1994)